# Виноградненское сельское муниципальное образование
Виногра́дненское се́льское муниципа́льное образова́ние — муниципальное образование в Городовиковском районе Калмыкии.
Административный центр — село Виноградное.

## География
СМО расположено в северной части Городовиковского района на северных склонах Ставропольской возвышенности, полого спускающихся к Кумо-Манычской впадине.
Граничит на юге с Южненским СМО, на западе — с Ростовской областью, на севере — с Дружненским СМО и на востоке — с Яшалтинским районом (Эсто-Алтайское сельское муниципальное образование).

## Население
| 2002  | 2010  | 2011  | 2012  | 2013  | 2014  | 2015  |
| ----- | ----- | ----- | ----- | ----- | ----- | ----- |
| 2347  | ↘2270 | ↘2269 | ↘2221 | ↘2186 | ↘2106 | ↘2091 |
| 2016  | 2017  | 2018  | 2019  | 2020  | 2021  |       |
| ↘2065 | ↗2091 | ↘2070 | ↘2068 | ↘2039 | ↘1738 |       |

### Национальный состав
По данным Всероссийской переписи населения 2010 года:
| Национальность   | Численность (чел.) | Процентное соотношение |
| ---------------- | ------------------ | ---------------------- |
| Русские          | 1050               | 46,25%                 |
| Турки-месхетинцы | 633                | 27,88%                 |
| Калмыки          | 231                | 10,18%                 |
| Турки            | 104                | 4,58%                  |
| Немцы            | 77                 | 3,39%                  |
| Украинцы         | 38                 | 1,67%                  |
| Чеченцы          | 20                 | 0,88%                  |
| Другие           | 117                | 5,15%                  |
| Всего            | 2270               | 100%                   |

## Состав сельского поселения
| № | Населённый пункт | Тип населённого пункта       | Население |
| - | ---------------- | ---------------------------- | --------- |
| 1 | Ахнуд            | посёлок                      | ↗57       |
| 2 | Виноградное      | село, административный центр | ↗2232     |

На территории СМО также находилось упразднённое село Малое.

## Местное самоуправление
- Представительный орган Виноградненского сельского муниципального образования Республики Калмыкия — Собрание депутатов Виноградненского сельского муниципального образования Республики Калмыкия

- Администрация Виноградненского сельского муниципального образования Республики Калмыкия